# VroniPlag Wiki

Beispielhaftes Fragment zur Darstellung von Textübereinstimmungen

Beispiel der Visualisierung von Plagiatsfundstellen im VroniPlag Wiki

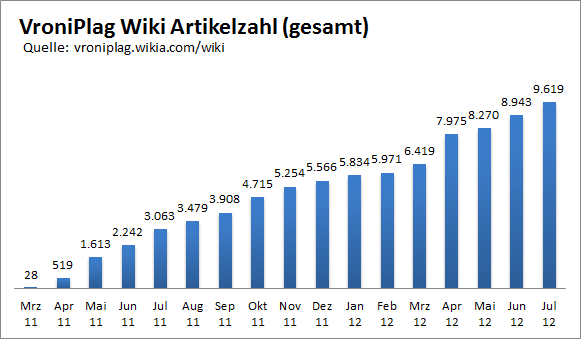
Entwicklung der Artikelzahl im VroniPlag Wiki. Im November 2013 sind es über 15.250 Artikel.

VroniPlag Wiki ist ein am 28. März 2011 auf der Wikifarm Wikia gegründetes Wiki, wo verschiedene Hochschulschriften – hauptsächlich Dissertationen – untersucht werden, die unter Plagiatsverdacht geraten sind. Die Dokumentationen lösten teilweise Überprüfungen durch die zuständigen Fakultäten mit sehr unterschiedlichen Ergebnissen aus. In mindestens 89 Fällen (Stand: 3. April 2023) führten sie zur Aberkennung des Doktorgrades, in anderen Fällen wurden sie für minderschwer erachtet oder zurückgewiesen oder blieben allein aufgrund fehlender rechtlicher Grundlagen (so in der Slowakei bis 2020) folgenlos.
Das VroniPlag Wiki ist nach Edmund Stoibers Tochter Veronica Saß benannt, deren Dissertation als erste untersucht wurde. Bis Anfang April 2023 (Stand: 3. April 2023) erhöhte sich die Zahl der namentlich genannten untersuchten Arbeiten auf 201 Dissertationen und 13 Habilitationsschriften, darunter nur noch wenige von Politikern.

## Entstehung und Vorgehensweise
Das VroniPlag Wiki entstand aus dem Umfeld des GuttenPlag Wikis, in dessen Rahmen diskutiert wurde, ob auch die Dissertation von Veronica Saß, der Tochter des ehemaligen bayerischen Ministerpräsidenten Edmund Stoiber, untersucht werden sollte. Innerhalb der Diskussion wurden Untersuchungen außerhalb der Guttenberg-Dissertation als nicht dem Ziel des Wikis entsprechend kritisiert, so dass sich die Untersuchung auf einen anderen Ort auslagerte. Zu diesem Zweck wurde am 28. März 2011 um 12:12 Uhr, nach eigenen Angaben durch Martin Heidingsfelder unter dem Pseudonym „Goalgetter“, das VroniPlag Wiki gestartet, bei dem in der Folge zahlreiche andere Freiwillige aus dem GuttenPlag Wiki aktiv wurden. Aufgrund dieser Vorgeschichte lehnt das Projekt eine von Heidingsfelder für sich selbst reklamierte Einzelgründung ab, da die Aufforderung zur Gründung eines neuen Wikis zur Untersuchung der Dissertation von Veronica Saß bereits im GuttenPlag Wiki vor einem Auftreten von „Goalgetter“ nachweisbar ist.
Am 5. April 2011 wurde auf dem VroniPlag Wiki eine Pressemitteilung zur Dissertation von Matthias Pröfrock veröffentlicht, in der die Mitarbeiter „aus dem Umfeld des GuttenPlag-Projektes“ programmatisch ausführten:

„Nach der Dissertation von Karl-Theodor zu Guttenberg (Jura, Universität Bayreuth) wurden uns zu Dr. Veronica Saß (Jura, Universität Konstanz) und Dr. Matthias Pröfrock konkrete Hinweise von anonymer Seite zugetragen. Die Hinweise erwiesen sich nach entsprechender erster Prüfung als stichhaltig. Ungeachtet der parteipolitischen Ausrichtung, des Promotionsfachs oder der Universität des Promovierten werden wir bei Vorliegen weiterer begründeter Hinweise diese prüfen und öffentlich transparent dokumentieren.“

Am 19. April 2011 folgte schließlich ein Bericht zur Dissertation von Silvana Koch-Mehrin, in dem die Mitarbeiter Arbeitsweise und Grundlagen des Projekts dokumentierten und vorläufige Ergebnisse benannten. Die Vorgehensweise zur Dokumentation und Überprüfung der einzelnen Plagiatsfundstücke – im Wiki „Fragmente“ genannt – wurde folgendermaßen beschrieben:

„Im ersten Schritt dokumentierten Benutzer vermutete Plagiate. Wie auch in der Wikipedia ist diese Dokumentation anonym möglich. Die Einordnungen und die Quellenangaben wurden auf der Seite Neue Fundstellen dokumentiert. Nach anschließender Verifizierung wurden die betroffenen Stellen der Dissertation in Fragmente unterteilt, welche den direkten Vergleich mit den Originalen ermöglichen. Vor der Visualisierung der Ergebnisse im ‚Barcode‘ wurde eine zusätzliche Plausibilitätsprüfung nach dem ‚Vier-Augen-Prinzip‘ durchgeführt.“

Wie bereits im Wiki im Internet vorzufinden, veröffentlichte man Synopsen einzelner Textpassagen der betroffenen Dissertation mit Auszügen aus anderen Schriften auch zusätzlich als abgefassten Bericht.
Im Wiki werden die Überprüfungsergebnisse in Form von Grafiken visualisiert, auf denen abstrakt der Anteil der Seiten einer Hochschulschrift dargestellt wird, auf denen ein oder mehrere Plagiate gefunden wurden. Diese Grafiken werden aufgrund ihres Aussehens als „Barcodes“ bezeichnet.
Zur Quantifizierung und zum Vergleich der Plagiatsfunde werden im Wiki die Seiten mit gefundenen Plagiaten auch als Prozentsatz angegeben. Dazu wird der Anteil der Seiten mit Plagiatsfunden an den gesamten Textseiten einer Arbeit berechnet.

## Auswirkungen

### Aberkennung akademischer Grade
Bisher (Stand 30. April 2024) wurde, soweit bekannt und im VroniPlag Wiki dokumentiert, mindestens 90 Personen im Nachgang einer Dokumentation auf VroniPlag Wiki der Doktorgrad und zwei Personen die Habilitation von der zuständigen Fakultät aberkannt. Eine Person (die Schweizer Politikerin Doris Fiala) verlor ihren Grad „Master of Advanced Studies“. In zwei weiteren Fällen – dem des Politikers Wolfgang Dippel (CDU) sowie der Fernsehdarstellerin Sarah Sophie Koch – erfolgten (versuchte) Aberkennungen nach parallel durchgeführten universitären Untersuchungen noch vor der Veröffentlichung der Analyseergebnisse auf der Hauptseite des Wikis.
Unter den betroffenen Verfassern sind folgende bekannte Personen (geordnet nach Datum der Bekanntgabe der Aberkennung):
- 15. Juni 2011 – Silvana Koch-Mehrin (FDP)[13]
- 6. Juli 2011 – Matthias Pröfrock (CDU)[14]
- 5. März 2012 – Bijan Djir-Sarai (FDP)[15]
- 22. März 2012 – Jorgo Chatzimarkakis (FDP)[16]
- 18. April 2012 – Margarita Mathiopoulos (FDP, Unternehmerin, Politikwissenschaftlerin)[17]
- 18. April 2012 – Siegfried Haller (SPD, damaliger Jugendamtsleiter der Stadt Leipzig)[18]
- 10. Juni 2021 – Franziska Giffey (SPD, bis 19. Mai 2021 Bundesfamilienministerin und von 21. Dezember 2021 bis 27. April 2023 Regierende Bürgermeisterin von Berlin)[19]
- 30. April 2024 – Manja Schreiner (CDU, ehemalige Senatorin für Mobilität, Verkehr, Klimaschutz und Umwelt des Landes Berlin)

Weitere Aberkennungen sind auf einer Übersichtsseite im VroniPlag Wiki vermerkt. Am 19. Juni 2012 zogen der Nomos- und UTB-Verlag eine kurz zuvor erschienene Einführung in juristische Arbeitsmethoden unter Hauptautorschaft von Bernd Holznagel aufgrund von Plagiatsvorwürfen im VroniPlag Wiki zurück. Die Promotionsschrift eines weiteren Mitautors des Studienbuches nahm der Nomos Verlag in der Folge im Juni 2012 ebenfalls aus dem Handel. Ab Juli 2012 wurden die Dissertationen beider Mitverfasser von der Rechtswissenschaftlichen Fakultät der Universität Münster geprüft, im Mai 2013 erfolgte in beiden Fällen die Aberkennung des Doktorgrads.
Ein Nutzer des VroniPlag Wiki startete den Blog „schavanplag“, der den Umfang der Plagiate in der Doktorarbeit von Annette Schavan offenlegt, nachdem man sich im VroniPlag Wiki gegen eine Veröffentlichung der Plagiatsvorwürfe entschieden hatte. Schavans Doktortitel wurde ihr später wegen des „Tatbestand(s) einer vorsätzlichen Täuschung durch Plagiat“ entzogen und sie trat als Bundesministerin für Bildung und Forschung zurück.

### Keine Aberkennung, jedoch teils Fehlverhalten nachgewiesen
Bei folgenden sechs Personen (Stand 30. Oktober 2019) beurteilten die Fakultäten die auf dem VroniPlag Wiki dokumentierten Plagiatsvorwürfe als nicht ausreichend für eine nähere Untersuchung der Arbeit oder die Aberkennung des akademischen Grades. In sechs dieser Fälle wurden jedoch Unregelmäßigkeiten oder wissenschaftliches Fehlverhalten festgestellt (geordnet nach Datum der Bekanntgabe der Entscheidung der Fakultät):
- 24. November 2011 – Ulf Teichgräber (Arzt)[27][28]
- 22. Dezember 2011 – Patrick Sensburg (CDU)[29][30]
- 21. April 2012 – Nalan Kayhan (Ärztin)[31][32]
- 12. Juni 2012 – Detlev Dähnert (Manager bei Vattenfall)[33][34]
- 7. Februar 2013 – Daniel Volk (FDP)[35][36]
- 9. März 2016 – Ursula von der Leyen (CDU)[37][38]

## Kritik

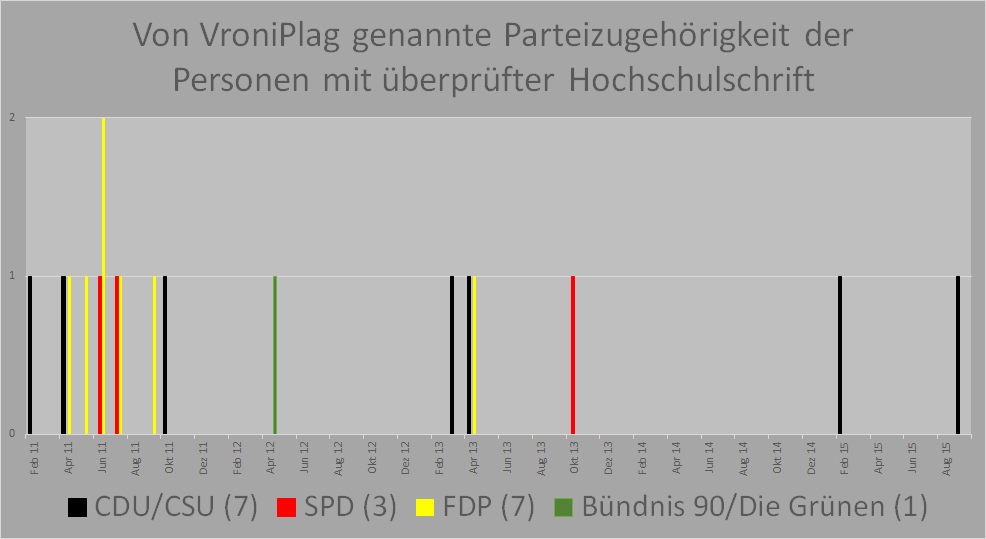
Von VroniPlag genannte Parteizugehörigkeit der Personen mit überprüfter Hochschulschrift

Im Fall der Dissertation von Veronica Saß wurde im GuttenPlag Wiki diskutiert, ob ein öffentliches Interesse an der öffentlichen Dokumentation eines Betrugsfalls in einer Dissertation auch dann gegeben ist, wenn die Verfasserin keine Politikerin bzw. „Person von öffentlichem Interesse“ ist. Es wurde darauf hingewiesen, dass über das Wiki vor allem „Urheberrechts- und Regelverletzungen konservativer und liberaler Politiker“ bekannt geworden seien. „Das jedoch wäre“, nach Meinung von Heise online, „bei einem offenen Wiki nur schwer von oben herab durchsetzbar.“ Dennoch warfen Kritiker VroniPlag Wiki vor, politisch motiviert zu sein, und mutmaßten, „dass sich die Mitglieder dem linken Milieu zugehörig fühlen“. VroniPlag-Beiträger bestritten jedoch eine politische Zielsetzung des Projektes. Mit der Untersuchung der Doktorarbeit eines ehemaligen Juso-Kreisvorsitzenden nahm VroniPlag Anfang Juni 2011 erstmals die Untersuchung der Doktorarbeit eines SPD-Mitgliedes auf.
Einer der am häufigsten vorgebrachten Vorwürfe richtet sich gegen das anonyme Vorgehen der Beitragenden. An VroniPlag Beteiligte rechtfertigen ihre Anonymität damit, dass „es in der Wissenschaft egal sein müsse, wer etwas sage. Es komme nur auf das Gesagte an sich an“. Zudem würden berufliche Nachteile und Einschüchterungen befürchtet, gerade auch unter VroniPlag-Beitragenden, die selbst Wissenschaftler seien. Zu einigen Kritikpunkten hat eine der Aktivistinnen von VroniPlag Wiki, Debora Weber-Wulff, in einem Interview Stellung genommen.
In einem konkreten Fall wurde kritisiert, VroniPlag sehe seine Zitierregeln als die einzig verbindlichen an und ignoriere die Promotionsordnung, die zum Zeitpunkt der Promotion gegolten habe. Es seien fehlende Anführungszeichen beanstandet worden, die aber nur zwingend seien bei buchstäblichen Zitaten, sonst reichten Literaturhinweise in den Fußnoten. Die Motivation wird verglichen mit dem „Idealismus von Rentnern, die Falschparker aufschreiben“. Auch hierzu stellen Gerichte jedoch fest, dass es sich nicht um Kavaliersdelikte handelt, sondern um arglistige Täuschungshandlungen, mitunter unter Bruch einer eidesstattlichen Versicherung. Es seien „wortwörtliche Übernahmen grundsätzlich als solche kenntlich zu machen“.

## Auszeichnung
- Zedler-Preis für Freies Wissen 2012 in der Kategorie Externes Wissensprojekt des Jahres, verliehen von Wikimedia Deutschland.[51]